# The Fighter (canção)
"The Fighter" é uma canção do grupo Gym Class Heroes, contida no álbum The Papercut Chronicles II. Conta com a participação do cantor, compositor e produtor musical Ryan Tedder, vocalista da banda OneRepublic. A canção foi composta pelo grupo, por Noel Zancanella e Ryan Tedder, e foi produzida pelo último. Ela foi escolhida como terceiro single do álbum. Alcançou a 25ª posição da Hot 100 da Billboard.

## Divulgação e lançamento
Uma versão acústica da canção foi liberada pela revista Rolling Stone, no vídeo aparece eles cantando juntos acompanhado apenas do violão. A canção teve destaque na 4ª temporada da série de TV 90210.

## Videoclipe
O vídeo musical da canção foi gravado em abril de 2012. Foi lançado oficialmente em 24 de maio de 2012. O vídeo foi dirigido por Mark Klasfeld e conta com a participação do ginasta olímpico americano John Orozco.

### Sinópsia
No inicio do videoclipe, ele declara: "Eu sou um lutador". Esse lutador está no sentido figurado, pois ele não é um boxer. A partir desse momento, seguimos Oroczo treinando, enquanto Travie McCoy e cia executar em um ginásio e um vestiário. Orozco é realmente em forma, fazendo flexões em placas de rua e em parques, e lançando e retorcendo o seu corpo sobre as barras de equilíbrio. Ele está sempre pensando em seu objetivo e sua missão de chegar aos Jogos Olímpicos e se comportar como tal. Mesmo passando um sinal de rua lhe oferece uma chance de começar o exercício de um lil 'dentro Isso é motivação. Tedder toca piano, McCoy recebe expressiva na câmara, e Orozco demonstra por que ele poderia ganhar o ouro olímpico.

### Critica
Amy Sciarretto do Pop Crush disse que o vídeo: "É definitivamente um vídeo que vai inspirá-lo a agarrar os seus sonhos com um pouco de sangue, suor, lágrimas e graxa cotovelo. E no caso de Orozco, um pouco de pó, que o ajuda a segurar as barras de seu equipamento".

## Lista de faixas
| Download digital |                                         |         |  |
| N.º              | Título                                  | Duração |  |
| 1.               | ""The Fighter" (featuring Ryan Tedder)" | 3:49    |  |

## Desempenho Comercial
"The Fighter" estreou na 95ª posição da Billboard Hot 100, na semana seguinte saltou para a 61º, sendo o maior salto da semana. Na semana que se encerrou em 30 de junho de 2012, a canção alcançou até então seu pico o 28º lugar, subindo para a 25ª duas semanas depois. No Canadá, atingiu a 37ª posição em sua quinta semana na parada.
Na Austrália, debutou na 38º posição, atingindo em sua quinta semana o 7º lugar, sendo o terceiro o Top 10 do grupo no país. Também alcançou a 4ª posição na parada da Nova Zelândia, e em julho de 2012 obteve certificação de ouro no país por 7,500 cópias vendidas.

## Recepção da crítica
| Críticas profissionais | Críticas profissionais |
| Avaliações da crítica  | Avaliações da crítica  |
| Fonte                  | Avaliação              |
| ---------------------- | ---------------------- |
| About.com              | 4 de 5 estrelas.       |
| PopCrush               | 2.5 de 5 estrelas.     |

Bill Lamb do About.com deu a canção uma critica positiva, dizendo: "Ainda que soe como as batidas do Gym Class Heroes e do líder Travie McCoy não têm peso para realmente levar uma canção como essa. Ao envés disso, "The Fighter" soa mais como um solo de Ryan Tedder com batidas convidadas de Travie McCoy. No entanto, independentemente dos créditos reais, esta é uma canção cativante, com um toque de luz adequada para o verão nas rádios pop", continuou "The Fighter arranca com um rap sobre resiliência de Travie McCoy que lentamente ganha um doce marca de Tedder com o coro pontuado por uma batida percussiva marcial". Ainda afirmou que a batida da canção é familiar aos outas produções de Tedder como "Already Gone" de Kelly Clarkson e "Rumour Has It" de Adele". Scott Shetler do PopCrush deu uma critica mista a canção, afirmando que "The Fighter apresenta uma mensagem decente, mas nunca é um bom sinal quando os membros da banda soa como convidados em sua própria musica".
Ryan Williford do IGN, em uma critica ao álbum, ressaltou que: "A coisa mais irônica que o ouvinte pode notar é o fato de que há uma voz cantando subindo sobre ser um lutador em "The Fighter". Melinda Newman do HitFix, considerou que a canção: "Também um vencedor é a inspiradora "The Fighter", com Ryan Tedder do OneRepublic, soando mais doce e mais clara do que ele sempre faz em seus próprios registros".

## Paradas musicais
| Parada (2012)                        | Melhor posição |
| ------------------------------------ | -------------- |
| Austrália - (ARIA Singles Chart)     | 7              |
| Brasil - (Billboard Brasil Hot 100)  | 43             |
| Canadá - (Canadian Hot 100)          | 35             |
| Estados Unidos - (Billboard Hot 100) | 25             |
| Estados Unidos - (Digital Songs)     | 17             |
| Estados Unidos - (Pop Songs)         | 13             |
| Estados Unidos - (Radio Songs)       | 41             |
| Estados Unidos - (Adult Pop Songs)   | 33             |
| Irlanda - (Irish Singles Chart)      | 15             |
| Mundo - (United World Chart)         | 28             |
| Nova Zelândia - (RIANZ Top 40)       | 4              |
| Reino Unido - (UK Singles Chart)     | 44             |

| País          | Associação | Certificação | Vendas  |
| ------------- | ---------- | ------------ | ------- |
| Austrália     | ARIA       | Platina      | 70,000+ |
| Nova Zelândia | RIANZ      | Ouro         | 7,500+  |